# Sebastian Zawadzki
Sebastian Zawadzki (ur. 14 października 1991 w Toruniu) – polski pianista i kompozytor zamieszkały w Kopenhadze. Wydaje autorskie albumy od roku 2014, jak również zajmuje się komponowaniem muzyki filmowej. Twórczość Sebastiana jest głównie inspirowana muzyką klasyczną, elektroniczną oraz jazzową.

## Wczesne życie i kariera
Zawadzki urodził się i wychował w Toruniu. Po ukończonej szkole muzycznej przeprowadził się do Danii. Ukończył studia muzyczne w Rhythmic Music Conservatory w Kopenhadze, Akademii Muzycznej w Krakowie oraz ASCAP Film Scoring Workshop with Richard Bellis w Los Angeles w 2016 roku.

## Muzyka autorska
Zawadzki rozpoczął karierę muzyczną jako pianista jazzowy w młodym wieku. Jego pierwszy album ukazał się w wytwórni For-tune Records – Luminescence (2014) zawiera minimalistyczne improwizowane kompozycje nagrane w RecPublica Studios w Lubrzy. Drugi album Euphony (2015) jest napisany na kwartet smyczkowy oraz fortepian. Zawadzki był mocno zainspirowany muzyką improwizowaną i muzyką klasyczną od najmłodszych lat. W wyniku studiów muzycznych pisał utwory klasyczne – jeden z nich „Concerto for Bassoon and Chamber Orchestra” (2016), miał swoją premierę na IX Festiwalu Nowego Miasta w Warszawie (2016).
W 2017 r. Zawadzki poszukiwał nowych sposobów tworzenia kompozycji – pracował nad projektami z udziałem klasycznych instrumentalistów w połączeniu z instrumentami elektronicznymi – głównie modułowymi syntezatorami. Pierwszym albumem w eksperymentalnej stylistyce jest Between the Dusk of a Summer Night (2017) neoklasyczne dzieło inspirowane poezją William Ernest Henleya, nagrany we współpracy z Budapesztańską Orkiestrę Symfoniczną, solistami oraz ambientową elektroniką. Nagrania miały miejsce w Budapeszcie oraz Kopenhadze w 2017 roku.
Następnym projektem Zawadzkiego jest Norn (2018) inspirowany wymarłym językiem norn z muzyką na kwartet smyczkowy, bazantar, flet, ambientowy syntezator modularny oraz dwa głosy, jest utrzymany w podobnej stylistyce co Between the Dusk of a Summer Night. Zawadzki prezentuje również własną muzykę na kilku festiwalach.
W 2018 r. Sebastian zainicjował serię albumów „Piano Works” - improwizowanych kompozycji na fortepian, z których każda seria wykonywana była na innym instrumencie. „Piano Works vol.1” zostało nagrane na pianinie Sebastiana (Yamaha B1), gdzie pedał sostenuto był używany podczas całego nagrania. Druga seria kompozycji „Piano Works vol.2” została nagrana w studiu w Kopenhadze, z użyciem fortepianu Fazioli.

## Współpraca
Zawadzki pracuje również jako kompozytor filmowy, aranżer oraz dyrygent. Jeg muzyka znajduje się w kilku produkcjach filmowych. Współpracował również z Copenhagen Phil (Kopenhaską Orkiestrą Symfoniczną), dla której współtworzył aranżacje zespołów rozrywkowych na orkiestrę symfoniczną (zespołów When Saints Go Machine Den Sorte Skole oraz Lowly). Sebastian Zawadzki współpracował również ze zdobywcą Oscara, Janem A.P. Kaczmarekiem – dla którego tworzył orkiestracje oraz aranżacje jego kompozycji.

## Dyskografia

### Autorskie albumy
- Songs About Time (2019, album jeszcze nie wydany)
- Piano Works Vol.2 (2018, Sebastian Zawadzki Music)
- Norn (2018, Sebastian Zawadzki Music)
- Piano Works Vol.1 (2018, Sebastian Zawadzki Music)
- Between the Dusk of a Summer Night (2017, Sebastian Zawadzki Music)
- Euphony (2015, For-tune Records)
- Luminescence (2014, For-tune Records)

### Muzyka filmowa
- Aurora Vega reż. Sicilla Luna (DK, 2018)
- How You See Me reż. Kathryn Harriman (US, 2017)
- Living the Mountain reż. Sinjun Balabanoff (US, 2017)
- Knyttet til Helvede. Paradis reż. Sicilla Luna (DK, 2017)
- 1984 reż. Mads Mengel (DK, 2016)
- Nu Vandrer Livet reż. Sicilla Luna (DK, 2016)
- United, We Save reż. Iben Ravn (DK, 2015)

### Współpraca
- Faith (2016, Paweł Wszołek Quintet, For-tune Records)[9]
- Choice (2014, Paweł Wszołek Quartet, Fresh Sounds Records)
- Tåge (2013, Zawadzki/Praśniewski/Wośko Trio, Multikulti Records)[10]
- Tone Raw (2012, Tone Raw, Song of Songs Records)